# Karel Pinxten
Karel A.H.A.M. Pinxten (ur. 19 lipca 1952 w Overpelt) – belgijski i flamandzki polityk oraz ekonomista, były minister na szczeblu federalnym i parlamentarzysta, audytor w Europejskim Trybunale Obrachunkowym.

## Życiorys
Studiował ekonomię na Katholieke Universiteit Leuven. Magisterium uzyskał na University of Cambridge, nadto na Uniwersytecie w Antwerpii uzyskał stopień kandydata nauk prawnych. W latach 1977–1978 pracował jako asystent w centrum studiów ekonomicznych na KUL, od 1980 do 1994 był audytorem w belgijskim trybunale obrachunkowym. W 1983 został burmistrzem Oberpelt, funkcję tę pełnił do 2006.
W latach 80. był doradcą wicepremiera i ministra finansów. W okresie 1989–1991 zasiadał w Parlamencie Europejskim. Od 1991 do 1994 sprawował mandat posła do Izby Reprezentantów. W 1994 premier Jean-Luc Dehaene powierzył mu stanowisko ministra obrony, a rok później ministra rolnictwa oraz małej i średniej przedsiębiorczości, które zajmował do 1999. Przez następne sześć lat Karel Pinxten ponownie wykonywał obowiązki deputowanego niższej izby krajowego parlamentu.
Przez wiele lat działał w partii flamandzkich chrześcijańskich demokratów. W 2001 opuścił to ugrupowanie wraz z Johanem Van Hecke, współtworząc małą partię chadecką, która wkrótce przyłączyła się do Flamandzkich Liberałów i Demokratów.
W 2006 został belgijskim audytorem w Europejskim Trybunale Obrachunkowym. Zasiadał w tym gremium do 2018. W 2021 trybunał ten uznał, że Karel Pinxten podczas swojej kadencji sprzeniewierzył fundusze tej instytucji, pozbawiając go w ramach sankcji 2/3 przysługującej mu emerytury.